# 재무제표

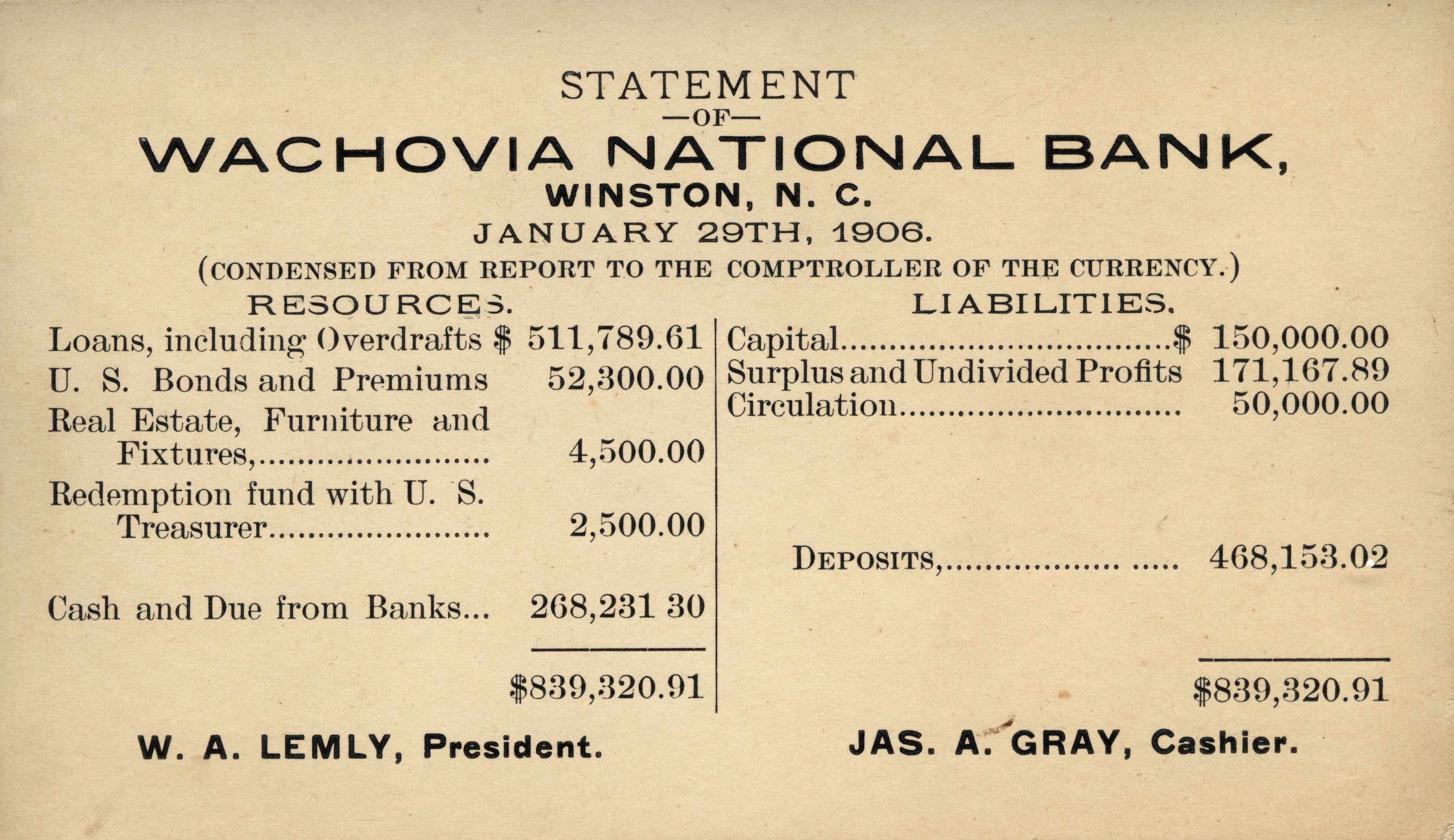

재무제표(財務諸表, 영어: financial statements, financial reports)는 기업의 재무상태나 경영성과 등을 보여주는 문서이다. 이러한 재무제표는 기업의 성과 등을 파악하기 위해 내부적인 목적으로 사용되기도 하나, 상장기업의 경우 이러한 재무제표들을 매년 결산기에 일반대중에게 공개하게 되어있다.
재무제표는 경영진단의견서(management discussion and analysis)와 함께 다음 다섯 가지 문서로 이루어진다.
1. 재무상태표(statement of financial position)는 주어진 시점의 기업의 자산과 부채, 자본을 보고한다. 대차대조표(balance sheet)로도 불린다.
2. 포괄손익계산서(statement of comprehensive income) 등의 손익계산서는 특정 기간에 기업이 기록한 수익과 비용, 이윤을 보고한다.
3. 이익잉여금처분계산서(statement of retained earnings) 또는 자본변동표(statement of changes in equity)는 특정 기간 동안의 자본의 변화를 보고한다.
4. 현금흐름표(cash flow statement)는 특정 기간 동안 기업의 운영, 투자와 금융 활동에서의 현금흐름을 보고한다.
5. 재무제표 주석은 본문에 포함되지 않은 회계정책, 추정의 변경, 세부 항목 내역, 우발채무 등 중요한 정보를 상세히 설명하며, 재무제표 해석에 필수적인 보조 자료 역할을 한다.

재무상태표는 일정 시점을 기준으로 작성되며, 포괄손익계산서, 자본변동표, 현금흐름표는 일정 기간을 기준으로 작성된다. 포괄손익계산서는 발생주의에 따라, 현금흐름표는 현금주의에 따라 작성된다.
두 개 이상의 기업이 법적으로는 서로 다른 실체이나 지배-종속 관계로 얽혀있어 경제적으로는 단일한 실체일 경우, 지배기업에서는 종속기업의 자산, 부채, 자본, 수익, 비용 등을 포함한 연결재무제표를 작성하여야 한다. 규모가 큰 기업의 경우 재무제표는 대개 복잡하고 주석을 포함한다. 이러한 재무제표 주석들은 각 재무제표의 세부 항목을 설명하며, 재무제표의 중요한 부분으로 간주된다.
산업혁명 이후 주식회사의 등장은 자본의 거대화와 투자자들의 부의 증대를 촉진시켰다. 한편 기업은 이들 투자자들을 비롯한 금융기관의 채권자, 기업의 직원, 소비자, 공공기관 같은 이해관계자들에 대한 이해조정책임과 그 밖에 여러 가지 사회적 책임을 지게 되었는데 이를 위해 일정 기간의 재무상태와 경영성과를 공시한 것이 재무제표이다.

## 연결재무제표
국제회계기준 IAS 27 "연결개별금융제표"와 IFRS 10 "연결재무제표"에 따르면, 연결재무제표(連結財務諸表, consolidated financial statements)는 "모회사와 그 자회사를 하나의 경제 실체로서 파악하여 그 실체의 자산, 부채, 자본, 수익과 비용, 현금흐름에 대한 재무제표"이다.

## 같이 보기
- 회계감사
- 국제회계기준(IFRS)